# SB-242,084
SB-242,084 je psihoaktivni lek i istraživačka hemikalija koja deluje kao selektivni antagonist za  receptor. On ima anksiolitičko dejstvo, i pojačava dopaminsku signalizaciju u limbičnom sistemu. On takođe ima kompleksno dejstvo na otpuštanje dopamina proizvedeno kokainom, povećavajući ga u pojedinim delovima mozga i snižavajući ga u drugim. Pokazano je da povišava efektivnost selektivnih inhibitora preuzimanja serotonina (SSRI), i da redukuje njihove nuspojave. U životinjskim studijama, SB-242,084 proizvodi stimulansnu aktivnost, koja je donekle slična ali znatno slabija od kokaina i amfetamina.